# Jindřich z Winchesteru
Jindřich z Blois později zvaný z Winchesteru (francouzsky Henri de Blois, anglicky Henry of Blois nebo Henry of Winchester, 1101 – 8. září 1171, Winchester) byl opatem v Glastonbury, biskupem z Winchesteru a bratrem anglického krále Štěpána.
Byl nejmladším synem Adély z Blois, dcery Viléma Dobyvatele a hraběte Štěpána II. z Blois
Již od dětství mu byla určena církevní kariéra. Nejprve byl oblátem v Cluny, kde byl také od dětství vychováván, roku 1126 se stal díky svému strýci, anglickému králi Jindřichovi I. opatem v Glastonbury a roku 1129 biskupem ve Winchesteru, nejbohatším biskupství v Anglii. Po strýcově smrti v prosinci 1135 významně podporoval nástup svého bratra Štěpána na anglický trůn.